# Бараненко Олександр Володимирович
Олекса́ндр Володи́мирович Бараненко (нар. 2 травня 1977 — 11 липня 2015) — солдат Збройних сил України.

## Життєпис
1994 року закінчив Чернечослобідську ЗОШ, працював в місцевій агрофірмі «Чернечослобідська». Протягом 1995—1996 років проходив строкову військову службу в лавах ЗСУ. Демобілізувавшись, повернувся на попереднє місце роботи. Протягом 2003—2011 років працював трактористом у ФГ «Віталія».
24 березня 2015 року мобілізований до Збройних сил України, механік-водій зенітно-ракетного дивізіону 156-го зенітного ракетного полку. Батарея знаходилася поблизу міста Сєвєродонецьк.
11 липня 2015-го загинув від кулі снайпера, тіло Олександра знайшли близько 23:00 з простреленою головою та вогнепальною зброєю в руках.
Понад тисячу людей проводжали в останню путь у Чернечій Слободі, похований з усіма військовими почестями.
Без Олександра лишилися батько та двоє братів.

## Вшанування
- в серпні 2015-го У Бурині відкрито Алею пам'яті героїв України, де зазначені Олег Брайченко, Володимир Михайлик, Олександр Бараненко, Юрій Лавошник, Олексій Коробенков, Олексій Федорченко, Леонід Городецький, Микола Колот.
- у вересні 2016-го в Чернечослобідському НВК відкрито пам'ятну дошку на честь випускника Олександра Бараненка